# Działalność pożytku publicznego
Działalność pożytku publicznego – rodzaj działalności prowadzonej na podstawie ustawy z dnia 24 kwietnia 2003 r. o działalności pożytku publicznego i o wolontariacie. Zgodnie z art. 3 ust. 1 tej ustawy jest to działalność społecznie użyteczna, prowadzona przez organizacje pozarządowe w sferze zadań publicznych określonych w art. 4 tej ustawy.
Nie jest to działalność gospodarcza w rozumieniu przepisów ustawy z dnia 6 marca 2018 r. - Prawo przedsiębiorców. Odpłatna działalność pożytku publicznego może być podejmowana tylko w sytuacji, gdy przychód służy wyłącznie prowadzeniu tej działalności.

## Podmioty uprawnione do prowadzenia działalności pożytku publicznego
Podmiotami uprawnionymi do prowadzenia działalności pożytku publicznego są organizacje pożytku publicznego oraz:
- organizacje pozarządowe;
- osoby prawne i jednostki organizacyjne działające na podstawie przepisów ustaw o stosunku państwa polskiego do kościołów i związków wyznaniowych oraz o gwarancjach wolności sumienia i wyznania, jeżeli ich cele statutowe obejmują prowadzenie działalności pożytku publicznego;
- stowarzyszenia jednostek samorządu terytorialnego;
- spółdzielnie socjalne;
- spółki akcyjne i spółki z ograniczoną odpowiedzialnością oraz kluby sportowe[4], które nie działają w celu osiągnięcia zysku, przeznaczają całość dochodu na realizację celów statutowych oraz nie przeznaczają zysku do podziału między swoich członków, udziałowców, akcjonariuszy i pracowników[5].

## Przedmiot działalności pożytku publicznego
Działalność pożytku publicznego może być prowadzona w następujących dziedzinach (stan na 2 grudnia 2015):
- pomocy społecznej, w tym pomocy rodzinom i osobom w trudnej sytuacji życiowej oraz wyrównywania szans tych rodzin i osób;
- wspierania rodziny i systemu pieczy zastępczej;
- udzielania nieodpłatnej pomocy prawnej oraz zwiększania świadomości prawnej społeczeństwa;
- działalności na rzecz integracji i reintegracji zawodowej i społecznej osób zagrożonych wykluczeniem społecznym;
- działalności charytatywnej;
- podtrzymywania i upowszechniania tradycji narodowej, pielęgnowania polskości oraz rozwoju świadomości narodowej, obywatelskiej i kulturowej;
- działalności na rzecz mniejszości narodowych i etnicznych oraz języka regionalnego;
- działalności na rzecz integracji cudzoziemców;
- ochrony i promocji zdrowia, w tym działalności leczniczej w rozumieniu ustawy z dnia 15 kwietnia 2011 r. o działalności leczniczej[7];
- działalności na rzecz osób niepełnosprawnych;
- promocji zatrudnienia i aktywizacji zawodowej osób pozostających bez pracy i zagrożonych zwolnieniem z pracy;
- działalności na rzecz równych praw kobiet i mężczyzn;
- działalności na rzecz osób w wieku emerytalnym;
- działalności wspomagającej rozwój gospodarczy, w tym rozwój przedsiębiorczości;
- działalności wspomagającej rozwój techniki, wynalazczości i innowacyjności oraz rozpowszechnianie i wdrażanie nowych rozwiązań technicznych w praktyce gospodarczej;
- działalności wspomagającej rozwój wspólnot i społeczności lokalnych;
- nauki, szkolnictwa wyższego, edukacji, oświaty i wychowania;
- działalności na rzecz dzieci i młodzieży, w tym wypoczynku dzieci i młodzieży;
- kultury, sztuki, ochrony dóbr kultury i dziedzictwa narodowego;
- wspierania i upowszechniania kultury fizycznej;
- ekologii i ochrony zwierząt oraz ochrony dziedzictwa przyrodniczego;
- turystyki i krajoznawstwa;
- porządku i bezpieczeństwa publicznego;
- obronności państwa i działalności Sił Zbrojnych RP;
- upowszechniania i ochrony wolności i praw człowieka oraz swobód obywatelskich, a także działań wspomagających rozwój demokracji;
- udzielania nieodpłatnego poradnictwa obywatelskiego;
- ratownictwa i ochrony ludności;
- pomocy ofiarom katastrof, klęsk żywiołowych, konfliktów zbrojnych i wojen w Polsce i za granicą;
- upowszechniania i ochrony praw konsumentów;
- działalności na rzecz integracji europejskiej oraz rozwijania kontaktów i współpracy między społeczeństwami;
- promocji i organizacji wolontariatu;
- pomocy Polonii i Polakom za granicą;
- działalności na rzecz kombatantów i osób represjonowanych;
- promocji Polski za granicą;
- działalności na rzecz rodziny, macierzyństwa, rodzicielstwa, upowszechniania i ochrony praw dziecka;
- przeciwdziałania uzależnieniom i patologiom społecznym;
- działalności na rzecz organizacji prowadzących działalność pożytku publicznego.